# Miraklet i Småland
Miraklet i Småland är en svensk film från 2005 i regi av Carl-Johan Seth. Filmen är en fiktiv folklivsskildring över småföretagsamhetens kulturmönster i sydvästra Småland mellan åren 1945 och 1990.